# Siechenkapelle (Balingen)

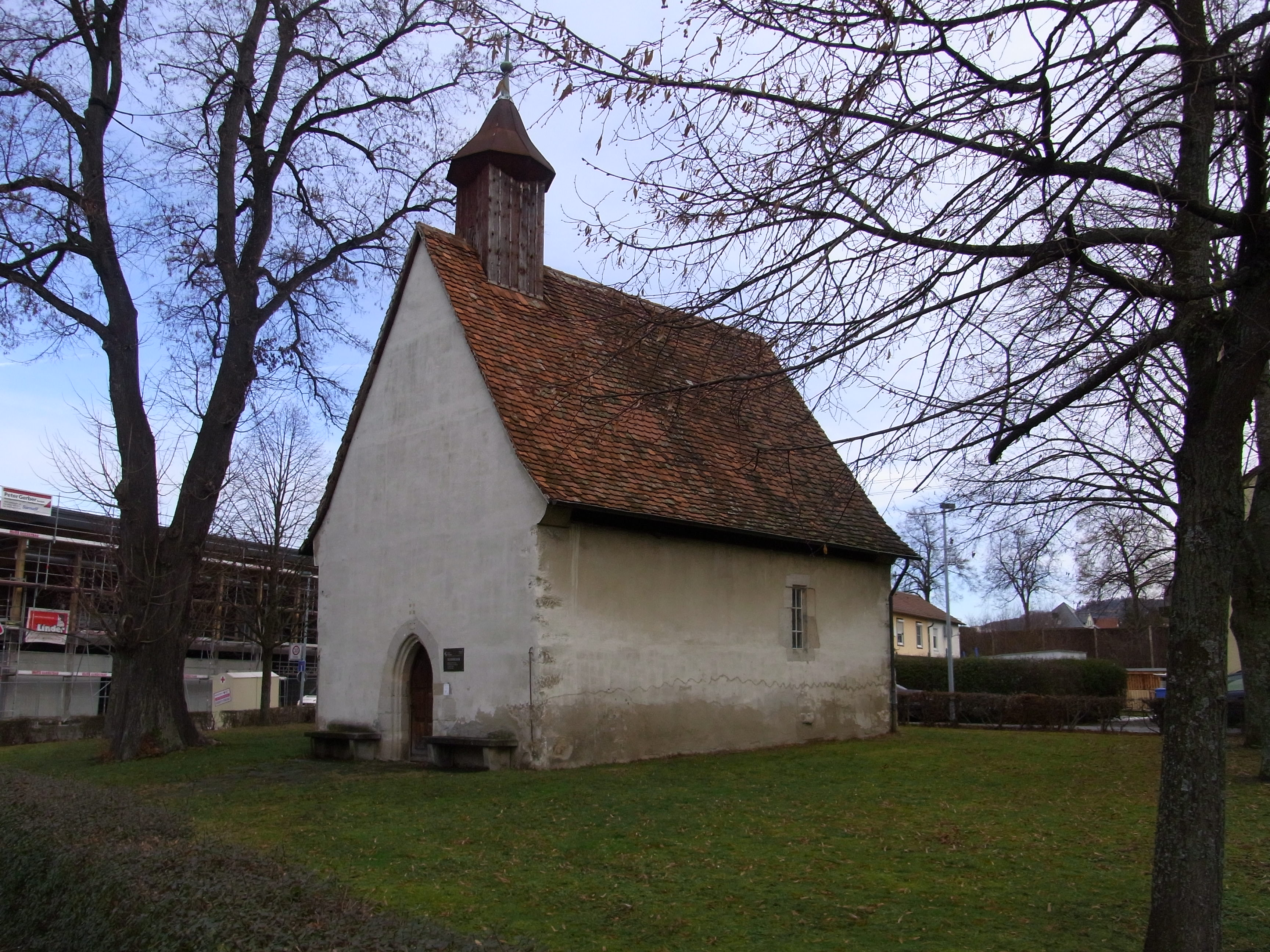
Siechenkapelle in Balingen

Die Siechenkapelle in Balingen, der Kreisstadt des Zollernalbkreises in Baden-Württemberg, wurde laut dendrochronologischer Untersuchung 1427/28 errichtet. Die Kapelle an der Tübinger Straße 48, die 1440 erstmals urkundlich erwähnt wird, ist ein geschütztes Kulturdenkmal.
Der Putzbau auf rechteckigem Grundriss mit Spitzbogen-Portal und Giebelreiter gehörte zu einem Siechenhaus, wo Aussätzige, die von der Bevölkerung abgesondert wurden, lebten.
Die orthodoxe Kirchengemeinde nutzt seit 2012 die Kapelle für die Messfeier.